# 재니등에
재니등에는 파리목 재니등에과에 속하는 곤충들이다. 수백 개 속과 4500여 종이 발견되었으며, 발견되지 않은 수천 종이 더 있을 것으로 보인다.
빌로오드재니등에, 털보재니등에, 나나니등에는 모두 재니등에의 일종이다.
등에는 등에과라는 다른 과에 속한다.

## 사진

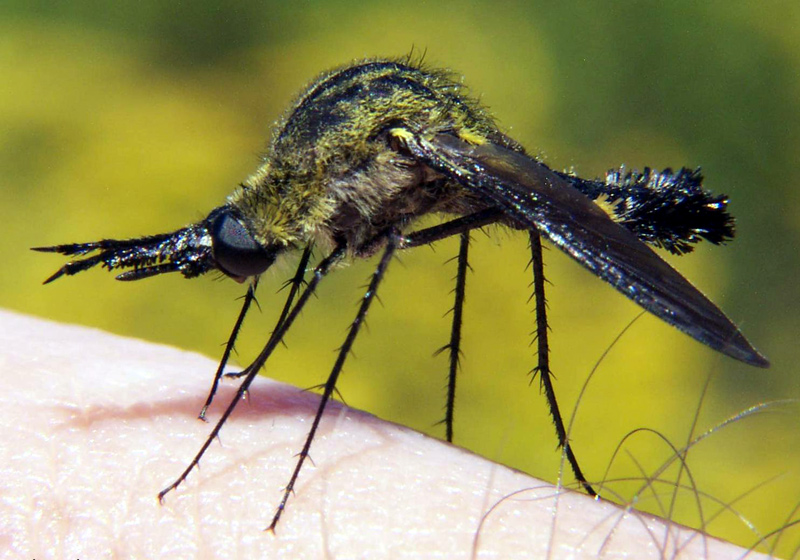
Lepidophora lepidocera
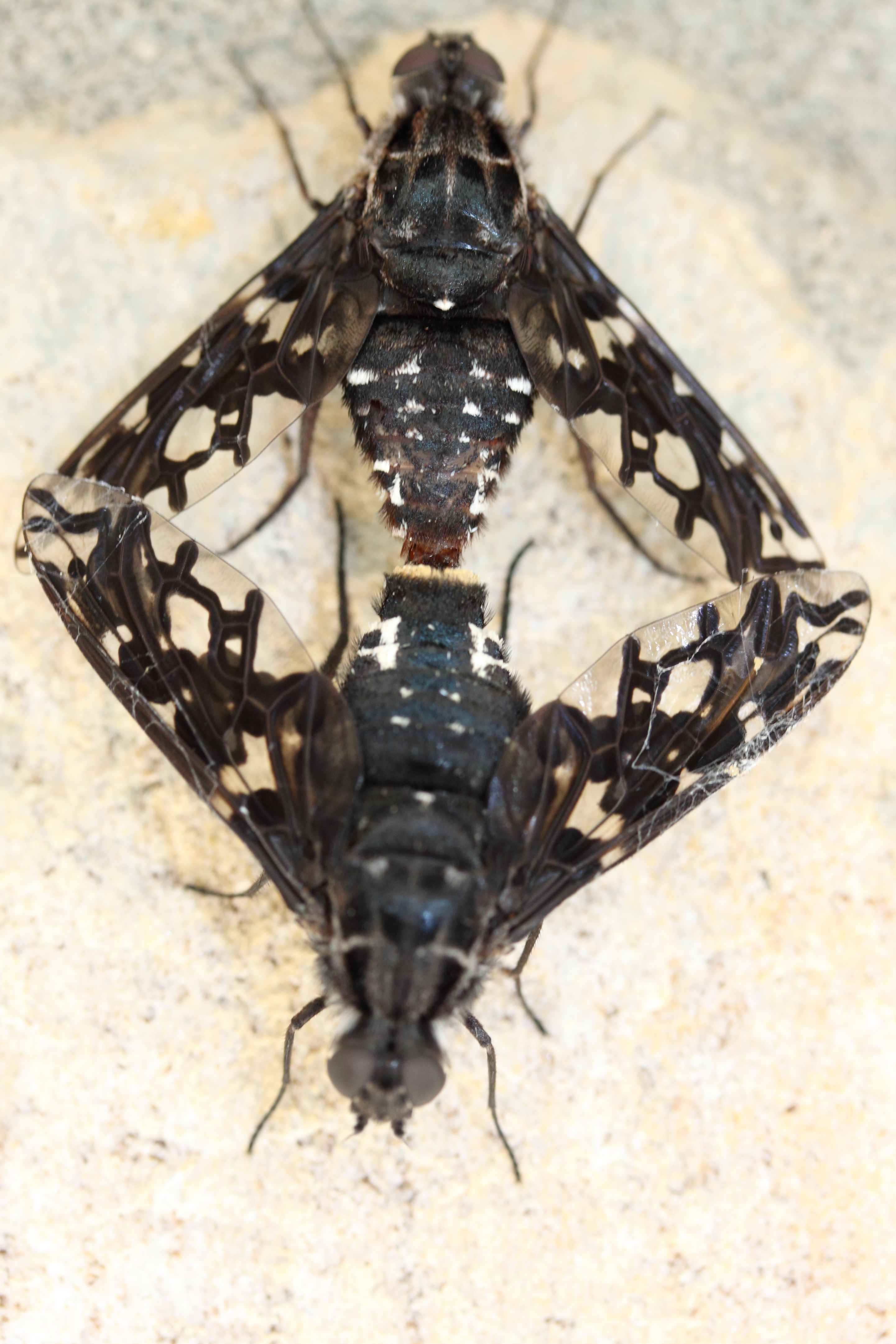
Xenox tigrinus 교미.